# Bruniales
Bruniales Dumort., 1829 è un ordine di piante angiosperme eudicotiledoni del clade Campanulidi (o Euasteridi II).

## Tassonomia
La classificazione APG IV riconosce come appartenenti all'ordine le seguenti famiglie:
- Columelliaceae D.Don
- Bruniaceae R.Br. ex DC.